# Carnaval de Macaé
O carnaval de Macaé é um evento realizado na cidade de Macaé, no norte do estado do Rio de Janeiro.
É atualmente comemorado através de trios elétricos promovidos pela prefeitura em alguns pontos da cidade, desfiles de bois pintadinhos, blocos carnavalescos e do desfile de escolas de samba, realizado na Linha Verde.

## notas
1. ↑  O Dia (6 de fevereiro de 2010). «A farra dos bois pintadinhos é tradição e alegria na folia em Macaé». Consultado em 11 de outubro de 2010
2. ↑  Prefeitura de Macaé (18 de janeiro de 2008). «Prefeitura inicia montagem das arquibancadas para o Carnaval». Consultado em 11 de outubro de 2010